# Cama adentro
Cama adentro, también conocida como Señora Beba, es una película argentina-española dramática-histórica de 2004 escrita y dirigida por Jorge Gaggero y protagonizada por Norma Aleandro, Norma Argentina, Marcos Mundstock, Raúl Panguinao y Harry Havilio. Fue estrenada en Argentina 26 de mayo de 2005.
La historia está ambientada antes, durante y después de la crisis de diciembre de 2001 en Argentina. Fue proyectada en festivales nacionales e internacionales y obtuvo el Premio Especial del Jurado en el Festival de Sundance. La crítica celebró la intervención de Norma Argentina como una verdadera “revelación”. Y hasta podría ser cierto: qué mayor “descubrimiento” que la entereza, la dignidad, la melancólica y serena temeridad con la que “Dorita” acompaña sin consentir los caprichos de su patrona “Beba”, y que en su “realismo” logra quebrar todos los cánones con los que la pantalla local buscó retratar o parodiar la servidumbre.

## Sinopsis
Beba solía ser una mujer adinerada de la alta sociedad , pero la creciente crisis económica que azotó Argentina entre 1998 y 2002 la dejó prácticamente sin nada. Por ello, se ve obligada a vender productos de belleza puerta a puerta .
Por otro lado, Dora llegó a Buenos Aires durante su adolescencia desde la provincia del Chaco para trabajar como empleada doméstica a tiempo completo en el departamento de Beba. Desde entonces, ha trabajado lentamente para construir una casa en un pueblo a las afueras de Buenos Aires. Sin embargo, Dora no puede terminar la construcción de su casa porque Beba le debe seis meses de sueldo. Dora, cansada de escuchar las promesas de pago de Beba, está decidida a renunciar. Beba le pide más tiempo para reunir el dinero y Dora acepta. Durante este período, Beba intenta usar la confianza de Dora y la disuade de aventurarse en una nueva etapa de su vida.
Finalmente, Dora deja el apartamento para irse a vivir con Miguel, su novio, a su nuevo hogar. Mientras tanto, en el apartamento de Beba, les cortan la luz y el teléfono por falta de pago. Dora visita a una Beba solitaria y desaliñada en su casa, ahora descuidada, el día de su cumpleaños. Para gran decepción de Beba, Dora debe irse al poco rato, explicando que espera la llamada de una agencia de empleo. Beba le entrega a Dora su carta de recomendación.
Al llegar el verano, Beba se ve obligada a alquilar su apartamento y mudarse a uno más pequeño. Viaja en un camión de mudanzas a casa de Dora con la intención de cederle gran parte de sus muebles. Dora invita a Beba a pasar la noche en su casa. Entonces queda claro que Beba vivirá con Dora en la casa de esta última.

## Recepción

### Crítica
Cama Adentro recibió críticas mayoritariamente positivas de la crítica cinematográfica. En el sitio web de reseñas Rotten Tomatoes , la película tiene una calificación general del 100% basada en 32 reseñas, con una calificación promedio de 7,75 sobre 10. El consenso del sitio es que la película es "una obra de carácter perspicaz con actuaciones sobresalientes y una conmovedora muestra de la vida en Argentina". En Metacritic, que asigna una calificación media ponderada de 0 a 100 reseñas de la crítica cinematográfica, la película tiene una calificación de 78 basada en 14 reseñas, clasificada como una película generalmente con reseñas favorables.
Al crítico de cine AO Scott , que escribe para The New York Times, le gustó la película y escribió: «Es modesta en su alcance, pero grande en espíritu y ambición, y casi perfecta en su ejecución». Scott más tarde la nombró la sexta mejor película de 2007 (empatando con 12:08 Al este de Bucarest).

### Premios y nominaciones
Victorias
- Festival de Cine de Bruselas: Norma Aleandro, Mejor actriz latinoamericana; 2004.
- Festival de Cine de Sundance : Premio Especial del Jurado, Competencia de Cine Dramático Mundial; 2005.
- Festival de Cine de Toulouse: Premio FIPRESCI; Mejor ópera prima; 2005.
- Festival Internacional de Cine de Tromsø: Mención especial del jurado; 2005.
- Premios Cóndor de Plata: Mejor Ópera Prima, Jorge Gaggero; Mejor Actriz Revelación, Norma Argentina; 2006.
- Premios ACE: Premio ACE Cine; Mejor Actriz de Personaje Norma Aleandro; Cine, Mejor Ópera Prima, Jorge Gaggero; 2006.

Nominaciones
- Festival de Cine de Sundance: Gran Premio del Jurado, Cine Mundial - Dramático, Jorge Gaggero; 2005.
- Premios Cóndor de Plata: Mejor Actriz, Norma Aleandro; Mejor Dirección de Arte, Marcela Bazzano; Mejor Dirección, Jorge Gaggero; Mejor Montaje, Guillermo Represa; Mejor Guion Original, Jorge Gaggero; 2006.

## Aclaración
- Este artículo es una obra derivada de «[ ]» por periodistas de 20minutos.es, disponible bajo la licencia Creative Commons Atribución-CompartirIgual 3.0 Unported.